# Циклофосфамід
Циклофосфамід (англ. Cyclophosphamide, лат. Cyclophosphamidum) — синтетичний лікарський препарат, який за своєю хімічною структурою є похідним азотистого іприту та застосовується переважно парентерально (переважно внутрішньовенно) та перорально. Циклофосфамід уперше синтезований та досліджувався американськими вченими Фрідманом і Селігманом у 1954 році Разом із ще одним похідним азотистого іприту іфосфамідом циклофосфамід досліджувався на предмет протипухлинної активності Норбертом Броком та дослідницькою компанією АСТА (натепер «Baxter Oncology»). Результати перших клінічних досліджень циклофосфаміду, в яких встановлено його протипухлинна активність, опубліковано в кінці 50-х років ХХ століття, а в 1959 році циклофосфамід був схвалений FDA для клінічного використання.

## Фармакологічні властивості
Циклофосфамід — синтетичний лікарський засіб, який за своєю хімічною структурою є похідним азотистого іприту. Механізм дії препарату полягає у дії його активних метаболітів на пухлинні клітини, внаслідок чого відбувається зшивка ДНК клітин пухлини, що призводить до зупинки мітозу пухлинних клітин та гальмування росту пухлини. Циклофосфамід застосовується для лікування раку яєчника, раку шийки матки та тіла матки, раку молочної залози, остеосаркомі, нейробластоми, семіноми яєчка, пухлині Юінга та пухлині Вільмса, мієломній хворобі, а також при лімфопроліферативних захворюваннях — лімфогранулематозі, гострому лімфобластному лейкозі, неходжкінських лімфомах, хронічному лімфолейкозі, переважно в складі комбінованої терапії, зокрема, сумісно з глюкокортикоїдними гормонами, вінкристином, флударабіном, етопозидом та бусульфаном. Циклофосфамід також ефективний при застосуванні при важкому перебігу нефротичного синдрому різної етіології, а також застосовується при вовчаковому нефриті та інших системних ревматологічних захворюваннях (системних васкулітах, ревматоїдному артриті), а також розсіяному склерозі та для профілактики реакції відторгнення трансплантату. Хоча при застосуванні циклофосфаміду побічні ефекти спостерігаються досить часто, частота гематологічних побічних ефектів при застосуванні циклофосфаміду менша, ніж при застосуванні інших цитостатиків, оскільки при застосуванні циклофосфаміду рідше виникають явища пригнічення функції кісткового мозку.

### Фармакокінетика
Циклофосфамід швидко та добре всмоктується після перорального застосування, біодоступність препарату при пероральному застосуванні становить у середньому 75 %. Максимальна концентрація метаболітів препарату досягається протягом 2—3 годин після внутрішньовенного застосування. Циклофосфамід погано (на 12—14 %) зв'язується з білками плазми крові, проте його метаболіти зв'язуються з білками крові приблизно на 60 %. Циклофосфамід проникає через гематоенцефалічний бар'єр, через плацентарний бар'єр та виділяється в грудне молоко. Метаболізується препарат у печінці із утворенням переважно активних та частково неактивних метаболітів. Виводиться циклофосфамід із організму переважно із сечею у вигляді метаболітів, лише незначна препарату виводиться із жовчю. Період напіввиведення циклофосфаміду становить у дорослих у середньому 7 годин, у дітей 4 години. При порушенні функції печінки час напіввиведення препарату збільшується.

## Показання до застосування
Циклофосфамід застосовується для лікування раку яєчника, раку шийки матки та тіла матки, раку молочної залози, остеосаркомі, нейробластоми, семіноми яєчка, саркомі Юїнга та пухлині Вільмса, тератомі, мієломній хворобі, а також при лімфопроліферативних захворюваннях — лімфогранулематозі, гострому лімфобластному лейкозі, неходжкінських лімфомах, хронічному лімфолейкозі, профілактики реакції відторгнення трансплантату, при важкому перебігу нефротичного синдрому різної етіології, системних ревматологічних захворюваннях (системних васкулітах, системному червоному вовчаку, ревматоїдному артриті), а також розсіяному склерозі.

## Побічна дія
Хоча при застосуванні циклофосфаміду побічні ефекти спостерігаються досить часто, кількість їх дещо нижча, ніж при застосуванні інших цитостатиків. Серед побічних ефектів циклофосфаміду найчастішими є:
- Алергічні реакції та з боку шкірних покривів — висипання на шкірі, свербіж шкіри, гіпергідроз, алопеція, еритема або знебарвлення шкіри, зміни з боку нігтів, набряк обличчя, гарячка, дерматит, кропив'янка, синдром Стівенса-Джонсона, синдром Лаєлла, анафілактичний шок.
- З боку травної системи — афтозний стоматит, нудота, блювання, діарея або запор, паротит, панкреатит, гастроентерит, гепатит, гепатотоксичність із імовірним розвитком печінкової недостатності, коліт, шлунково-кишкові кровотечі.
- З боку нервової системи — головний біль, запаморочення, сплутаність свідомості, енцефалопатія, судоми, нейротоксичність у вигляді синдрому зворотної задньої лейкоенцефалопатії, мієлопатія, периферична нейропатія, невралгія, дизестезія, гіпестезія, порушення смакових відчуттів, гіпогевзія, паросмія, парестезії, тремор, порушення зору, кон'юнктивіт, сльозотеча, глухота або погіршення слуху, шум у вухах.
- З боку серцево-судинної системи — артеріальна гіпертензія або гіпотензія, фібриляція передсердь, шлуночкова тахікардія, зупинка серця, фібриляція шлуночків, кардіогенний шок, ексудативний перикардит, кровотеча з міокарду, інфаркт міокарда, застійна серцева недостатність, гостра серцева недостатність, дисфункція лівого шлуночка, кардіоміопатія, міокардит, аритмії, брадикардія, подовження інтервалу QT на ЕКГ, зменшення фракції викиду, легенева емболія, венозний тромбоз, васкуліт, периферична ішемія, припливи крові.
- З боку опорно-рухового апарату — артралгії, міалгії, спазми м'язів, склеродермія, гострий некроз скелетних м'язів.
- З боку дихальної системи — кашель, чхання, ринорея, альвеоліт, бронхоспазм, набряк легень, плевральний випіт, тромбоемболія легеневої артерії, респіраторний дистрес-синдром, пневмонія або пневмоніт, легенева гіпертензія, інтерстиційні хвороби легень.
- З боку сечостатевої системи — некроз канальців нирок, дизуричні явища, альбумінурія, гематурія, токсична нефропатія, геморагічний цистит, геморагічний уретрит, субуретральна кровотеча, набряк стінки сечового міхура, інтерстиційне запалення сечового міхура, некроз сечового міхура, виразковий цистит, фіброз і контрактура сечового міхура, нефрогенний нецукровий діабет, безпліддя, розлади функції яєчників, розлади овуляції, аменорея, олігоменорея, атрофія яєчок, азооспермія, олігоспермія, зниження рівня естрогену у крові, підвищення рівня гонадотропіну в крові.
- Інфекційні ускладнення — сепсис, реактивація латентних інфекцій, (включаючи вірусний гепатит, туберкульоз, вірус прогресивної багатовогнищевої лейкоенцефалопатії, Pneumocystis jirovecii, герпетичні інфекції та інші бактеріальні, грибкові, вірусні та протозойні інфекції), грипоподібний синдром.
- З боку ендокринної системи та обміну речовин — гіперглікемія або гіпоглікемія, водна інтоксикація, синдром неадекватної секреції антидіуретичного гормону, гіпонатріємія, анорексія, гіперволемія.
- Зміни в лабораторних аналізах — анемія, тромбоцитопенія, лейкоцитоз, лейкопенія, панцитопенія, нейтропенія, агранулоцитоз, гранулоцитопенія, лімфопенія, гемолітичний уремічний синдром (з тромботичною мікроангіопатією), синдром дисемінованого внутрішньосудинного згортання крові, підвищення рівня креатиніну та сечовини в крові, підвищення рівня активності ферментів печінки в крові.
- Інші побічні ефекти — лімфопроліферативні захворювання, рак щитоподібної залози, рак сечового міхура, рак нирки, розвиток вторинних злоякісних пухлин, канцерогенний ефект у потомства; при застосуванні під час вагітності можливі внутрішньоутробна загибель плода, вади розвитку плода, затримка росту плода, ембріональна токсичність, ймовірні передчасні пологи.

## Протипокази
Циклофосфамід протипоказаний при підвищеній чутливості до препарату, при вираженому пригніченні функції кісткового мозку, активних інфекціях, кахексії, анемії, виражених порушеннях функції печінки або нирок, важкій серцевій недостатності, вагітності та годуванні грудьми.

## Форми випуску
Циклофосфамід випускається у вигляді таблеток по 0,05 г; порошку або ліофілізату для приготування розчину для внутрішньовенних інфузій у флаконах по 0,1;0,2;0,5 та 1,0 г.